# نانان
نانان (بالصينية: 南安) هي مدينة من مدن الصين. يبلغ عدد سكانها 1500000 نسمة حسب إحصائيات سنة 2010. تبلغ مساحتها 2036 كم².

## المناخ
يظهر الجدول التالي التغييرات المناخية على مدار السنة لنانان:
| البيانات المناخية لـنانان                        | البيانات المناخية لـنانان | البيانات المناخية لـنانان | البيانات المناخية لـنانان | البيانات المناخية لـنانان | البيانات المناخية لـنانان | البيانات المناخية لـنانان | البيانات المناخية لـنانان | البيانات المناخية لـنانان | البيانات المناخية لـنانان | البيانات المناخية لـنانان | البيانات المناخية لـنانان | البيانات المناخية لـنانان | البيانات المناخية لـنانان |
| الشهر                                            | يناير                     | فبراير                    | مارس                      | أبريل                     | مايو                      | يونيو                     | يوليو                     | أغسطس                     | سبتمبر                    | أكتوبر                    | نوفمبر                    | ديسمبر                    | المعدل السنوي             |
| ------------------------------------------------ | ------------------------- | ------------------------- | ------------------------- | ------------------------- | ------------------------- | ------------------------- | ------------------------- | ------------------------- | ------------------------- | ------------------------- | ------------------------- | ------------------------- | ------------------------- |
| الدرجة القصوى °م (°ف)                            | 28.6 (83.5)               | 30.8 (87.4)               | 32.8 (91.0)               | 34.3 (93.7)               | 35.9 (96.6)               | 36.9 (98.4)               | 39.6 (103.3)              | 39.0 (102.2)              | 37.5 (99.5)               | 35.0 (95.0)               | 32.5 (90.5)               | 29.2 (84.6)               | 39.6 (103.3)              |
| متوسط درجة الحرارة الكبرى °م (°ف)                | 18.4 (65.1)               | 19.2 (66.6)               | 21.5 (70.7)               | 25.4 (77.7)               | 28.9 (84.0)               | 31.1 (88.0)               | 34.2 (93.6)               | 33.8 (92.8)               | 31.9 (89.4)               | 28.6 (83.5)               | 24.7 (76.5)               | 20.4 (68.7)               | 26.5 (79.7)               |
| المتوسط اليومي °م (°ف)                           | 13.4 (56.1)               | 14.4 (57.9)               | 16.6 (61.9)               | 20.7 (69.3)               | 24.3 (75.7)               | 27.0 (80.6)               | 29.4 (84.9)               | 29.0 (84.2)               | 27.3 (81.1)               | 24.0 (75.2)               | 19.9 (67.8)               | 15.3 (59.5)               | 21.8 (71.2)               |
| متوسط درجة الحرارة الصغرى °م (°ف)                | 10.2 (50.4)               | 11.3 (52.3)               | 13.2 (55.8)               | 17.3 (63.1)               | 21.0 (69.8)               | 24.0 (75.2)               | 25.8 (78.4)               | 25.7 (78.3)               | 24.0 (75.2)               | 20.5 (68.9)               | 16.4 (61.5)               | 11.8 (53.2)               | 18.4 (65.2)               |
| أدنى درجة حرارة °م (°ف)                          | 1.3 (34.3)                | 3.3 (37.9)                | 2.6 (36.7)                | 10.1 (50.2)               | 14.8 (58.6)               | 16.2 (61.2)               | 22.9 (73.2)               | 22.4 (72.3)               | 16.3 (61.3)               | 13.1 (55.6)               | 6.3 (43.3)                | −1.0 (30.2)               | −1.0 (30.2)               |
| الهطول مم (إنش)                                  | 40.0 (1.57)               | 89.2 (3.51)               | 127.2 (5.01)              | 147.1 (5.79)              | 202.0 (7.95)              | 269.6 (10.61)             | 167.8 (6.61)              | 252.2 (9.93)              | 186.0 (7.32)              | 57.3 (2.26)               | 38.4 (1.51)               | 31.8 (1.25)               | 1٬608٫6 (63.32)           |
| متوسط الرطوبة النسبية (%)                        | 71                        | 74                        | 73                        | 74                        | 75                        | 78                        | 73                        | 74                        | 71                        | 66                        | 66                        | 68                        | 72                        |
| المصدر: China Meteorological Data Service Center |                           |                           |                           |                           |                           |                           |                           |                           |                           |                           |                           |                           |                           |

## وصلات خارجية
- الموقع الرسمي